# 渡り鳥たちに空は見えない
「渡り鳥たちに空は見えない」（わたりどりたちにそらはみえない）は、日本の女性アイドルグループ・NGT48の楽曲。作詞は秋元康、作曲は三谷秀甫が担当した。2022年12月28日にNGT48の8作目のシングルとしてユニバーサル ミュージック ジャパン（EMI Records）から発売された。楽曲のセンターポジションは本間日陽が務めた。

## 背景とリリース
前作「ポンコツな君が好きだ」から12ヶ月ぶりのシングル。CDのみのType-A、Type-B、劇場盤およびエムカード付属のNGT48 Official CD Shop限定盤の4形態で発売。
選抜メンバーは発売日時点でNGT48に在籍する全メンバーのうち3期生を除く17人。本間日陽は、3rdシングル「春はどこから来るのか?」以来5作ぶりにシングル表題曲のセンターポジションを務める。前作の選抜メンバーのうち、卒業した對馬優菜子、中村歩加、諸橋姫向が選抜から外れた。

## アートワーク
| Type-A | 選抜メンバー17人                                                                      |
| Type-B | 1期生（小熊倫実、清司麗菜、中井りか、奈良未遥、西潟茉莉奈、本間日陽）                 |
| 劇場盤 | 2期生（大塚七海、小越春花、川越紗彩、曽我部優芽、古澤愛、古舘葵、真下華穂、三村妃乃） |
| 限定盤 | ドラフト3期生（安藤千伽奈、佐藤海里、藤崎未夢）                                       |

## チャート成績
2023年1月9日付のオリコン週間シングルランキングにて売上枚数4万3826枚で1位を獲得した。

## メディアでの使用
渡り鳥たちに空は見えない
新潟4局合同ミニドラマ『夜明けまえの彼女たち』テーマ曲

## シングル収録トラック

### Type-A、NGT48 Official CD Shop限定盤
| #         | タイトル                                  | 作詞      | 作曲      | 編曲           | 時間  |
| --------- | ----------------------------------------- | --------- | --------- | -------------- | ----- |
| 1.        | 「渡り鳥たちに空は見えない」              | 秋元康    | 三谷秀甫  | 野中“まさ”雄一 | 4:53  |
| 2.        | 「やさしさの重さ」(SHOWROOM選抜)          | 秋元康    | 大野直也  | 大野直也       | 4:13  |
| 3.        | 「渡り鳥たちに空は見えない Instrumental」 |           | 三谷秀甫  | 野中“まさ”雄一 | 4:53  |
| 4.        | 「やさしさの重さ Instrumental」           |           | 大野直也  | 大野直也       | 4:11  |
| 合計時間: | 合計時間:                                 | 合計時間: | 合計時間: | 合計時間:      | 18:10 |

### Type-B
| #         | タイトル                                  | 作詞      | 作曲      | 編曲           | 時間  |
| --------- | ----------------------------------------- | --------- | --------- | -------------- | ----- |
| 1.        | 「渡り鳥たちに空は見えない」              | 秋元康    | 三谷秀甫  | 野中“まさ”雄一 | 4:53  |
| 2.        | 「キスをちょうだい」(3期生)               | 秋元康    | 上田晃司  | 若田部誠       | 4:09  |
| 3.        | 「渡り鳥たちに空は見えない Instrumental」 |           | 三谷秀甫  | 野中“まさ”雄一 | 4:53  |
| 4.        | 「キスをちょうだい Instrumental」         |           | 上田晃司  | 若田部誠       | 4:08  |
| 合計時間: | 合計時間:                                 | 合計時間: | 合計時間: | 合計時間:      | 18:03 |

### 劇場盤
| #         | タイトル                                  | 作詞      | 作曲      | 編曲           | 時間  |
| --------- | ----------------------------------------- | --------- | --------- | -------------- | ----- |
| 1.        | 「渡り鳥たちに空は見えない」              | 秋元康    | 三谷秀甫  | 野中“まさ”雄一 | 4:53  |
| 2.        | 「チョコレートで眠れない」(CloudyCloudy)  | 秋元康    | 三浦一年  | あらケン       | 4:49  |
| 3.        | 「渡り鳥たちに空は見えない Instrumental」 |           | 三谷秀甫  | 野中“まさ”雄一 | 4:53  |
| 4.        | 「チョコレートで眠れない Instrumental」   |           | 三浦一年  | あらケン       | 4:48  |
| 合計時間: | 合計時間:                                 | 合計時間: | 合計時間: | 合計時間:      | 19:23 |

## 選抜メンバー
- 安藤千伽奈
- 大塚七海
- 小熊倫実
- 小越春花
- 川越紗彩
- 佐藤海里
- 清司麗菜
- 曽我部優芽
- 中井りか
- 奈良未遥
- 西潟茉莉奈
- 藤崎未夢
- 古澤愛
- 古舘葵
- 本間日陽
- 真下華穂
- 三村妃乃